# ستار تي في
ستار تي في هي قناة تلفزيونية وطنية تركية. تابعة لفريد شاهنك، مجموعة دوغوش ميديا منذ عام 2011.

## التاريخ
تعد قناة ستار تي في التي أسسها جيم أوزان وأحمد أوزال في عام 1989 باسم ماجيك بوكس، أول قناة تلفزيونية خاصة في تركيا. بدأت القناة البث التجريبي في 5 مايو 1990. لفترة قصيرة في أوائل التسعينيات، أطلق عليها اسم ستار ماجيك بوكس لأن الاسم ستار 1 كان محميًا بحقوق النشر من قبل شركة إعلامية أخرى. كان شعارها الأول حرف S أزرق اللون عليه نجمة قبل أن يتحول إلى اللون الأحمر في أوائل العقد الأول من القرن العشرين.
بثت قناة ستار تي في العديد من المسلسلات المشهورة عالمياً لأول مرة في تركيا. من بينها فريق -A و ماجنوم بي آي وسيمون وسيمون و MacGyver وأيام حياتنا وماش ولاسي (مسلسل 1954) وميرفي براون و الغرباء المثاليون ودراغنيت وكارليس في الخدمة وذا جيفرسونز وتوين بيكس، متزوج ... مع الأطفال ، الجريء والجميلة، المستشفى العام، كل أطفالي، سانتا باربرا، عالم آخر، دالاس، 21 جمب ستريت، نائب ميامي، المعادل، ستار تريك: الجيل التالي، الرجل الحكيم، اليف إت تو بيفر، هانتر، من هو المدير؟، أعطني استراحة!، أغتيال، كتبت، المهمة: مستحيلة، تايم تراكس، خارج هذا العالم وإيروولف.
تعتبر القناة أيضًا أول قناة تركية خاصة تبدأ البث الرقمي في عام 1999.
في فبراير 2004، حظرت قناة ستار تي في من قبل صندوق تأمين ودائع التوفير في تركيا (TMSF) مع بعض وسائل الإعلام الأخرى، منها سبع محطات إذاعية وصحيفة وقنوات تلفازية أخرى من مجموعة أوزان، لتغطية الديون المستحقة للخزينة الناتجة عن الاستحواذ على بنك إعمار وبنك أدا بنك. وضعت TMSF قناة ستار تي في في مزاد علني، واشتُريت من قبل مؤسسة إيسيل للبث التلفزيوني، التابعة لمجموعة دوغان ميديا، التي قدمت أعلى عرض بقيمة 306.5 مليون دولار في المزاد في سبتمبر 2005.
تم بيع قناة ستار تي في بواسطة دوغان القابضة لمجموعة دوغوش ميديا في 17 أكتوبر 2011، بمبلغ 327 مليون دولار.

## البرامج

### أعمال القناة
- حب أعمى
- حب للإيجار
- حريم السلطان
- السلطانة كوسم
- مد جزر
- جسور والجميلة
- سعيد وشورى
- ملكة الليل
- أمي
- حطام
- ميرنا وخليل
- 20 دقيقة
- الطائر المبكر
- الغراب
- ابنة السفير
- بابل
- الطائر الرفراف

## ستار تي في HD
بدأت قناة ستار تي في البث بالجودة العالية (HD) في 29 مايو 2009. وتعتبر ثاني قناة HD نشطة في تركيا بعد قناة كانال دي.

## يورو ستار
تبث القناة أيضًا في أوروبا باسم Euro Star مع اختلاف عدم بث مباريات دوري أبطال أوروبا مباشرة. لدى يورو ستار إنتاجاتها الخاصة بالإضافة إلى إنتاجات قناة ستار تي في.

## وصلات خارجية
- الموقع الرسمي (باللغة التركية)